# Gilles de Laval-Loué
Pour les autres membres de la famille, voir Maison de Montmorency.
Pour les autres membres de la famille, voir Deuxième maison de Laval.
Gilles de Laval-Loué ou Gilles de Laval, mort en 1502, est un évêque de Séez de 1493 à sa mort en 1502. Il est le deuxième fils de Guy II de Laval-Loué, seigneur de Loué, sénéchal d'Anjou, et de Charlotte de Sainte-Maure.

## Biographie
Gilles de Laval-Loué est doyen du Mans et administre ce diocèse au nom de Philippe de Luxembourg qui en est évêque. 
En 1477, Robert Cornegrue autorise le cardinal Guillaume d'Estouteville à résigner son évêché à Étienne Goupillon, mais pendant que le cardinal fait les démarches nécessaires, Robert lui substitue un certain Hugues Jacques, évêque de Sidon, de qui Étienne Goupillon extorque, en 1478, l'aliénation de l'évêché de Séez pour lequel il obtient des bulles du pape Sixte IV. Robert Cornegrue révoque alors sa délégation par ordre de Louis XI qui lui permet d'en faire une autre en faveur de Gilles de Laval-Loué, doyen du Mans. Étienne Goupillon porte réclamation devant le parlement et le conseil d'état, pendant ce temps, un schisme se fait dans le diocèse où chaque évêque a ses adhérents et son parti. Cependant Gilles en qualité de coadjuteur, vicaire-général de Robert Cornegrue est bénit, en 1478, dans l'église de Saint-Martin par Jean Jouquin, abbé de Falaise. Il est ordonné évêque le 29 avril 1481 dans la cathédrale Notre-Dame de Bayeux par Charles de Neufchâtel, évêque de Bayeux, accompagné de Pierre Chappey, évêque titulaire de Porphyreon (de) et de Antoine Raguier, évêque de Lisieux. 
La mort d'Étienne Goupillon laisse Gilles seul possesseur du siège épiscopal en 1493, et éteignit un schisme sur lequel ni la cour de Rome, ni le parlement de Rouen n'ont voulu se prononcer. Gilles de Laval-Loué est officiellement désigné seul et unique évêque de Sées le 19 décembre 1493.
André, son frère aîné, étant mort, Gilles, avec le consentement de ses parents cède tous ses droits à son frère cadet et reçoit en échange les terres de Montabard, de la Macheferrière et du Parvis. 
En 1494 il est chargé de constater, dans l'abbaye d'Almenêches, un miracle opéré sur un enfant soi-disant ressuscité par l'intercession de sainte Opportune.